# Фра Ђузепе (Вибо Валенција)
Фра Ђузепе је насеље у Италији у округу Вибо Валенција, региону Калабрија.
Према процени из 2011. у насељу је живело 75 становника. Насеље се налази на надморској висини од 362 м.